# Gnophos gorgata
Gnophos gorgata là một loài bướm đêm trong họ Geometridae.